# Steve Paul-Ambrose
Steve Paul-Ambrose, (1983), is een Canadees professioneel pokerspeler uit Kingston. Hij won onder meer het PokerStars Caribbean Adventure van 2006, dat destijds deel uitmaakte van de World Poker Tour (WPT). Hij won hiermee $ 1.388.600,- nadat hij zich had gekwalificeerd voor het toernooi via een $ 110,- satelliet-toernooi op PokerStars.com.
Paul-Ambroses prijzengeld in live-toernooien bedroeg tot aan januari 2010 meer dan $1.900.000,-. Na zijn WPT-overwinning in 2006 speelde hij zich in verschillende andere toernooien van de WPT- en World Series of Poker (WSOP) ook in het prijzengeld. Zo eindigde hij op de World Series of Poker 2007 als vierde in het 5.000 World Championship Mixed Hold'em (Limit/No-Limit)-toernooi, goed voor $146.259,- aan prijzengeld.
Paul-Ambrose is afgestudeerd in 'Science & Business' aan de Universiteit van Waterloo in Waterloo.